# 句井疆

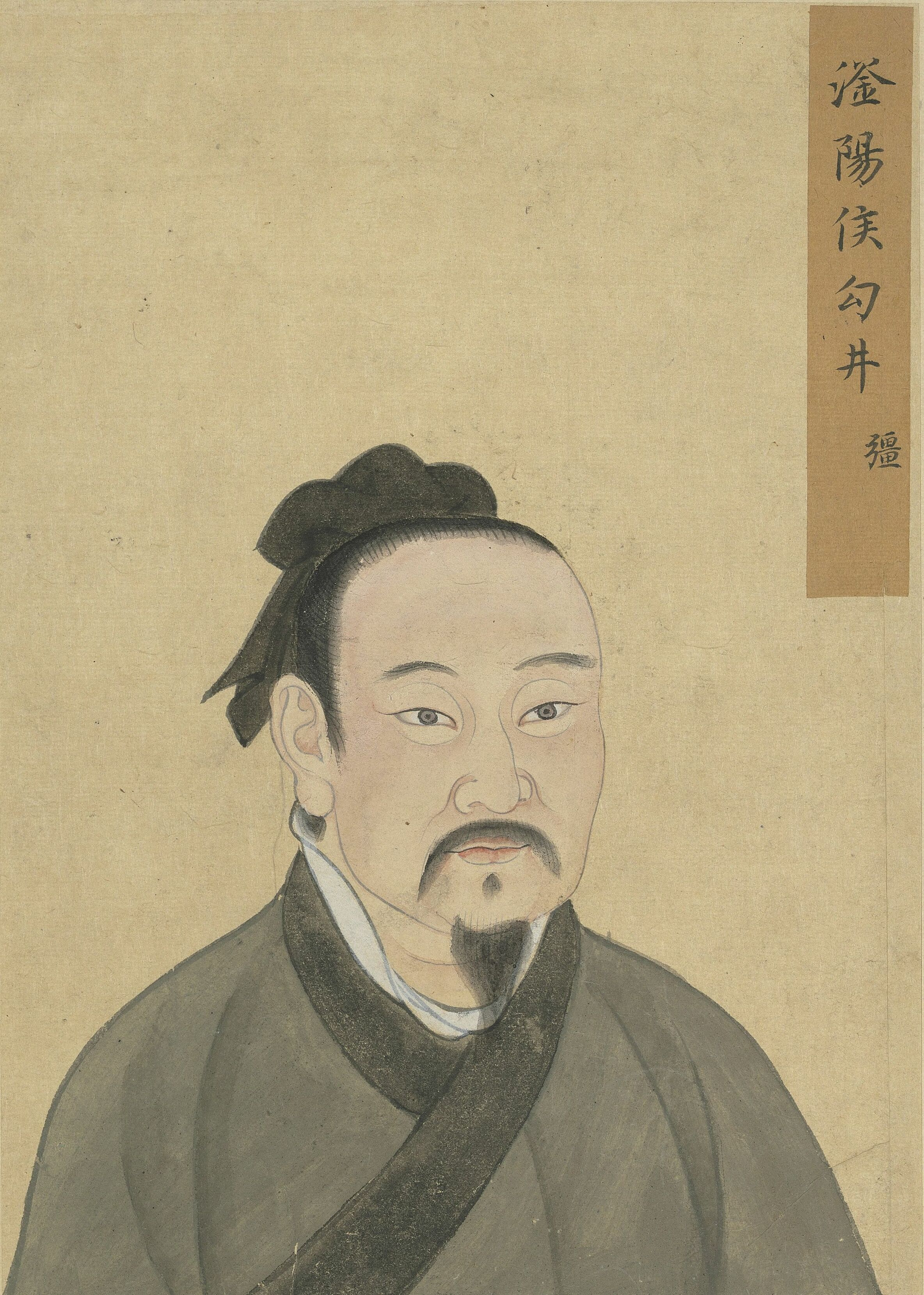
勾井疆

句井疆（？—？），《孔子家语》作勾井疆，字子疆。春秋时期卫国人。孔子弟子。

## 生平
句井疆事跡不詳。 

## 歷代追封
- 漢明帝永平十五年（72年）從祀孔廟。
- 唐玄宗開元二十七年（739年）封淇阳伯。
- 宋真宗大中祥符二年（1009年）封滏阳侯。
- 明世宗嘉靖九年（1530年）封先賢句井子。

## 出處
1. ↑  《史记》不载，据《孔子家语·弟子解》